# Dromotropismo
Dromotropismo (Do grego drómos, corrida e trópos, mudança) é um termo da cardiologia para a capacidade de condução de estímulos através das diferentes uniões presentes entre nos discos intercalares das células musculares cardíacas (miocárdio). Assim, um agente dromotrópico positivo é aquele que aumenta a velocidade de condução no nó auriculoventricular, e, posteriormente, a taxa de impulsos elétricos no resto do coração. Negativo tem o efeito oposto, diminuindo a condutividade. 
Agentes dromotrópicos também podem ser inotrópicos e cronotrópicos, por exemplo o sistema simpático que é positivo para os três e o sistema parassimpático negativo para os três. 